# 야 초크 세베르센
《야 초크 세베르센》(튀르키예어: Ya Çok Seversen)는 2023년 방영된 터키의 텔레비전 드라마이다.

## 같이 보기
- 튀르키예의 텔레비전 드라마 목록
- 튀르키예의 텔레비전 드라마